# Paulin (imię)
Paulin – imię męskie pochodzenia łacińskiego, utworzone od imienia Paulus (Paweł) i oznaczające "należący do Paulusa, pochodzący od Paulusa". Imię to jest znane w Polsce od 1230 roku. Wśród świętych o tym imieniu – m.in. św. Paulin z Noli, biskup.
Paulin imieniny obchodzi: 11 stycznia, 29 kwietnia, 4 maja, 22 czerwca, 31 sierpnia, 12 lipca i 10 października.
Żeński odpowiednik: Paulina
Znane osoby noszące imię Paulin:
- Paulin z Lukki (zm. 67) – święty katolicki
- Paulin z Tyru – biskup Antiochii w 330
- Paulin z Antiochii (zm. 388) – biskup Antiochii (362-388)
- Paulin z Noli (zm. 431) – święty Kościoła katolickiego i prawosławnego
- Józef Paulin Sanguszko – marszałek wielki litewski, marszałek nadworny litewski, książę, starosta krzemieniecki i czerkaski.
- Paulin Frydman – polski szachista pochodzenia żydowskiego